# Respect (film, 2021)
Pour plus de détails, voir Fiche technique et Distribution.
Respect est un film biographique musical américain réalisé par Liesl Tommy, sorti en 2021. Il s'agit d'un portrait de la chanteuse américaine Aretha Franklin (1942-2018).

## Synopsis
Aretha Franklin, fille de Barbara Siggers et du pasteur baptiste Clarence LaVaughn Franklin (surnommé C. L.), devient choriste de gospel dans son enfance à l'église de son père à Détroit. Au fil des années, elle va devenir une chanteuse populaire de soul.

## Fiche technique
Sauf indication contraire, les informations mentionnées dans cette section peuvent être confirmées par la base de données cinématographiques IMDb,  présente dans la section « Liens externes ».
- Titre original, français et québécois : Respect
- Réalisation : Liesl Tommy
- Scénario : Tracey Scott Wilson, d'après une histoire de Callie Khouri et Tracey Scott Wilson
- Musique : Kris Bowers
- Directeurs artistiques : Mark Dillon et MaryBeth McCaffrey-Dillon
- Décors : Ina Mayhew
- Costumes : Clint Ramos
- Photographie : Kramer Morgenthau
- Montage : Avril Beukes
- Production : Scott Bernstein, Jonathan Glickman et Harvey Mason, Jr.

Production déléguée : Sue Baden-Powell, Jason Cloth et Aaron L. Gilbert
- Sociétés de production : Metro Goldwyn Mayer et Bron
- Société de distribution : United Artists Releasing (États-Unis), Universal Pictures International France (France)
- Budget : 55 000 000 de dollars[réf. nécessaire]
- Pays d'origine :  États-Unis
- Langue originale : anglais
- Format : couleur
- Genre : biographie, musical
- Dates de sortie[3] : 
  - États-Unis : 13 août 2021
  - France : 8 septembre 2021

## Distribution
- Jennifer Hudson (VF : Fily Keita) : Aretha Franklin
  - Skye Dakota Turner : Aretha Franklin, jeune
- Forest Whitaker (VF : Thierry Desroses) : Clarence LaVaughn Franklin
- Marlon Wayans (VF : Diouc Koma) : Ted White
- Audra McDonald (VF : Virginie Emane) : Barbara Siggers Franklin (en)
- Marc Maron (VF : Laurent Natrella) : Jerry Wexler
- Tituss Burgess (VF : Daniel Lobé) : James Cleveland
- Saycon Sengbloh (VF : Corinne Wellong) : Erma Franklin
- Hailey Kilgore (VF : Déborah Claude) : Carolyn Franklin (en)
- LeRoy McClain : Cecil Franklin
- Albert Jones (VF : Jean-Baptiste Anoumon) : Ken Cunningham
- Tate Donovan (VF : Julien Meunier) : John Hammond
- Mary J. Blige (VF : Annie Milon) : Dinah Washington
- Gilbert Glenn Brown (VF : Rody Benghezala) : Martin Luther King, Jr.
- Heather Headley (VF : Géraldine Asselin) : Clara Ward
- Kimberly Scott (VF : Maïk Darah) : Mama Franklin
- Lodric D. Collins : Smokey Robinson

Version française sur AlloDoublage

## Production

### Genèse et développement
Respect est un projet de longue date. Aretha Franklin a elle-même été impliquée dans le film, avant son décès le 16 août 2018, et avait choisi Jennifer Hudson pour l’interpréter,.
En janvier 2019, la Sud-Africaine Liesl Tommy est engagée comme réalisatrice. Il s'agit de son premier long métrage. En juin 2019, on annonce que Bron Creative rejoint la MGM pour financer et produire le film.

### Attribution des rôles
En octobre 2019, la distribution s'étoffe avec les arrivées de Forest Whitaker, Marlon Wayans, Queen Latifah, Audra McDonald et Mary J. Blige.

### Tournage
Le tournage a lieu à Atlanta, en septembre 2019. Il s'achève le 15 février 2020.

## Accueil

### Sorties
Le film devait initialement sortir en France, le 30 décembre 2020 et au 15 janvier 2021 aux États-Unis. Cependant, en raison de la pandémie de Covid-19 et de la fermeture des cinémas, la sortie est repoussée au 8 septembre 2021.

### Box-office
| Pays ou région    | Box-office      | Date d'arrêt du box-office | Nombre de semaines |
| ----------------- | --------------- | -------------------------- | ------------------ |
| États-Unis Canada | 24 278 399 $    | 21 octobre 2021            | 10                 |
| France            | 150 399 entrées | 26 octobre 2021            | 7                  |
| Total mondial     | 31 379 399 $    | -                          | -                  |

## Distinction

### Nomination
- Golden Globes 2022 : Meilleure chanson originale pour Here I Am (Singing My Way Home) (Carole King, Jennifer Hudson et Jamie Hartman)